# Banibangou
Banibangou ou Bani Bangou est une localité et une commune rurale du Niger, chef-lieu du département éponyme de Banibangou dans la région de Tillaberi.

## Géographie
La localité de Banibangou est située à 146 km au nord-est de la préfecture voisine de Ouallam, par la route. Elle est frontalière du Mali au Nord.
|              | Ménaka ( Mali) |          |
| Tondikiwindi | Banibangou     | Abala    |
| Tondikiwindi | Dingazi        | Filingué |

## Histoire
Bani Bangou signifie le bon étang en langue Zarma. La commune rurale est instaurée en 2002, elle est issue du canton de Tondikiwindi partagé entre les communes de Tondikiwindi et Banibangou.
Au cours de la guerre du Sahel, Banibangou est attaquée à plusieurs reprises par les djihadistes de l'État islamique dans le Grand Sahara.

## Population
Lors du recensement général de 2012, la population communale est relevée à 66 949 habitants, dont 7 688 habitants pour la localité chef-lieu. La commune est peuplée par les éthnies Fulbé, Touareg et Haoussa.

## Villages
La commune s'étend sur 31 villages, 112 hameaux et 3 camps. 

## Services et infrastructures
La commune abrite les services suivants :
- Collège d'enseignement général (CEG) à Banibangou.
- Collège d'enseignement technique (CET) à Banibangou.
- Centre de Formation aux Métiers (CFM) à Banibangou.
- Centre de Santé Intégré (CSI) à Banibangou, Gosso, Tilloa et Tizé Gorou.

## Économie
La population vit principalement de l’élevage bovin, de l’agriculture et du commerce. La commune est située à la transition de la zone d’agropastoralisme du Sud vers la zone de pur pastoralisme du Nord. 